# Alina Sanko
Alina Sanko (născută la 31 decembrie 1998; în rusă Алина Санько) este un fotomodel din Rusia care a câștigat titlul Miss Rusia în 2019. Ea a reprezentat Rusia în competiția Miss World 2019 de la Londra unde a reușit să ajungă în Top 12. 

## Tinerețe și educatie
Sanko s-a născut la 31 decembrie 1998 în Azov. Locuiește la Moscova și studiază arhitectura la Universitatea de Stat din Moscova de Management Terestru.  Înainte de a intra în lumea spectacolelor, Sanko a lucrat ca model pentru un catalog online.

## Concursuri de frumusețe
În 2019, Alina Sanko a fost aleasă pentru a reprezenta orașul Azov în concursul Miss Russia 2019. Ea a continuat să câștige competiția, depășind-o pe Iulia Poliacihina din Ciuvașia, deținătoarea titlului Miss Russia din 2018. Următoarele locuri în 2019 au fost ocupate de Arina Verina din Ekaterinburg și Ralina Arabova din Tatarstan. Ca parte a premiului câștigător, Sanko a primit o mașină nouă și 3 milioane de ruble. Ca Miss Rusia, Sanko a avut posibilitatea de a reprezenta Rusia atât la Miss World 2019, cât și la Miss Universe 2019, însă, din cauza programului, ea a concurat doar în competiția Miss World din partea Rusiei. În cele din urmă, ea s-a retras de la Miss Univers ca urmare a întârzierilor prin care s-a anunțat data și locul desfășurării competiției, ceea ce a făcut dificilă găsirea unei înlocuitoare pentru a concura și a i se asigura o viză americană.